# Shaheen Air International
Shaheen Air International, действующая как Shaheen Air, — частная авиакомпания Пакистана со штаб-квартирой в международном аэропорту Джинна (Карачи), осуществляющая пассажирские и грузовые регулярные и чартерные авиаперевозки между крупными городами стран Персидского залива.
Компания образована в декабре 1993 года, а 25 октября следующего года получила от правительства Пакистана официальный статус второго национального авиаперевозчика. Портом приписки авиакомпании и её главным транзитным узлом (хабом) является международный аэропорт Джинна в Карачи, в качестве ещё одного хаба используется международный аэропорт имени Беназир Бхутто в Исламабаде.
Помимо обслуживания маршрутов между крупнейшими городами Пакистана, такими, как Карачи, Лахор, Исламабад и Пешавар, Shaheen Air International, выполняет рейсы в Дубай, Абу-Даби, Эль-Айн, Доху, Эль-Кувейт и Маскат.

## История
В 2004 году Shaheen Air International провела собственный ребрендинг со сменой логотипа, цветовых раскрасок самолётов и собственного корпоративного сайта (ранее находившегося в собственности канадского бизнесмена пакистанского происхождения). В том же году руководство авиакомпании объявило об открытии нового регулярного маршрута между Карачи и Кветтой, а губернатор Белуджистана заявил о своём предложении компании запустить регулярные перевозки между Кветтой и Захеданом и рассмотреть возможность открытия собственных рейсов в аэропорты Ирана. Первоначально Shaheen Air выполняла восемь еженедельных рейсов Карачи-Кветта и Кветта-Лахор, а затем получила официальное разрешение на маршрут из Кветты в Исламабад.
22 мая 2004 года Управление гражданской авиации Пакистана остановило все полёты Shaheen Air по причине образовавшихся крупных задолженностей. В течение суток авиакомпания предоставила авиатранспортному управлению страны чек к уплате причитающихся взносов, и уже на следующий день получила разрешение на возобновление полётов по внутренним и международным направлениям.
18 сентября 2006 года руководство Shaheen Air сообщило о запуске дальнемагистрального маршрута между Исламабадом и Донкастером в Великобритании, рейсы по которому должны были выполняться четыре раза в неделю. В силу ряда причин данный маршрут так и не был открыт.

## Сервисное обслуживание

### Сервис на борту
Авиакомпания эксплуатирует воздушный флот, состоящий из самолётов Boeing 737—200/400 и Airbus 330—300. Лайнеры Boeing 737 имеют компоновку только салонами экономического класса (125 и 169 пассажирских мест), на самолётах Airbus A330-300 к услугам пассажиров салоны экономического и бизнес-классов.

### Газеты и журналы
Shaheen Air выпускает собственный журнал «Parwaz» («Полёт» на урду). Пассажирам авиакомпании журнал предлагается в вариантах на английском языке и языке урду.

### Электронные билеты
Пассажиры Shaheen Air имеют возможность забронировать на сайте авиакомпании билеты на любые рейсы по внутренним маршрутам и затем выкупить билеты в кассах перевозчика.

### Регистрация на рейс
Пассажиры авиакомпании могут воспользоваться услугами регистрации билетов в промежутке от 180 до 45 минут до отправления рейса. Сервис предоставляется на стойках регистрации, а также в киосках самообслуживания международного аэропорта Джинна.

## Маршрутная сеть
По состоянию на июль 2012 года маршрутная сеть регулярных перевозок авиакомпании Shaheen Air включала в себя следующие пункты назначения:
| [хаб] | Хаб         |
| ^     | Планируемые |
| †     | Отменённые  |

| Город                                      | Страна            | ИАТА | ИКАО | Аэропорт                                       |
| ------------------------------------------ | ----------------- | ---- | ---- | ---------------------------------------------- |
| Абу-Даби                                   | ОАЭ               | AUH  | OMAA | международный аэропорт Абу-Даби                |
| Эль-Айн                                    | ОАЭ               | AAN  | OMAL | международный аэропорт Эль-Айн                 |
| Даммам                                     | Саудовская Аравия | DMM  | OEDF | международный аэропорт имени короля Фахада     |
| Дера-Гази-Хан ^ [с 28 октября 2012]        | Пакистан          | DEA  | OPDG | международный аэропорт Дера-Гази-Хан           |
| Доха                                       | Катар             | DOH  | OTBD | международный аэропорт Доха                    |
| Дубай                                      | ОАЭ               | DXB  | OMDB | международный аэропорт Дубай                   |
| Фейсалабад                                 | Пакистан          | LYP  | OPFA | международный аэропорт Фейсалабад †            |
| Исламабад                                  | Пакистан          | ISB  | OPRN | международный аэропорт имени Беназир Бхутто    |
| Джидда                                     | Саудовская Аравия | JED  | OEJN | международный аэропорт имени короля Абдулазиза |
| Карачи                                     | Пакистан          | KHI  | OPKC | международный аэропорт Джинна [хаб]            |
| Кувейт                                     | Кувейт            | KWI  | OKBK | международный аэропорт Кувейт                  |
| Лахор                                      | Пакистан          | LHE  | OPLA | международный аэропорт Аллама Икбал            |
| Мешхед                                     | Иран              | MHD  | OIMM | международный аэропорт Мешхед                  |
| Мултан                                     | Пакистан          | MUX  | OPMT | международный аэропорт Мултан                  |
| Маскат                                     | Оман              | MCT  | OOMS | международный аэропорт Маскат                  |
| Пешавар                                    | Пакистан          | PEW  | OPPS | международный аэропорт Пешавар                 |
| Кветта ^ [возобновляется с 15 ноября 2012] | Пакистан          | UET  | OPQT | международный аэропорт Кветта                  |
| Шарджа                                     | ОАЭ               | SHJ  | OMSJ | международный аэропорт Шарджа                  |
| Сиялкот                                    | Пакистан          | SKT  | OPST | международный аэропорт Сиялкот                 |
| Суккур                                     | Пакистан          | SKZ  | OPSK | аэропорт Суккур †                              |

## Флот
В сентябре 2012 года воздушный флот авиакомпании Shaheen Air составляли следующие самолёты:
- 3 Airbus A330-300
- 8 Boeing 737-400
- 2 Boeing 737-800 — оба самолёта в «мокром» лизинге у Midwest Airlines
- 2 Boeing 767-200 — в «мокром» лизинге у Jordan Aviation